# 山麓达斯多夫
山麓达斯多夫（德語：Daasdorf am Berge，發音：[ˈdaːsdɔʁf ʔam ˈbɛʁɡə]）是德国图林根州魏玛地区县曾经的一个市镇，面积2.85平方千米，2017年12月31日人口为271人。2019年12月31日，山麓达斯多夫所属的格拉默河谷管理共同体解散，其与另外8个成员市镇合并为新市镇格拉默塔尔。